# Russischer Diebstahl von ukrainischem Getreide
Während des russischen Einmarsches in die Ukraine im Jahr 2022 haben die russischen Truppen in den besetzten Gebieten der Ukraine systematisch Getreide und andere Produkte von den örtlichen Bauern gestohlen. Nach Angaben des ukrainischen Verteidigungsministeriums wurden bis Mai 2022 mindestens 400.000 Tonnen Getreide gestohlen und aus der von Russland besetzten Ukraine exportiert. Einer Studie der Kiewer Wirtschaftshochschule zufolge kostete die russische Invasion den ukrainischen Agrarsektor 4,3 Milliarden US-Dollar in Form von zerstörten Geräten, beschädigten Böden und nicht geernteten Feldfrüchten.
Im Oktober 2022 wurde der groß angelegte Diebstahl ukrainischen Getreides fortgesetzt, an dem sowohl private Unternehmen als auch russische Staatsbedienstete beteiligt waren. Ein Teil des gestohlenen Getreides wird umgeladen und mit legalen Waren vermischt. Die Financial Times nennt Nikita Busel, einen russischen Geschäftsmann und Generaldirektor des staatlichen Getreideunternehmens, als einen der Leiter der Operation.
Einer im Juni 2024 veröffentlichten Untersuchung des belarussischen Ermittlungszentrums, des Projekts Schemes des ukrainischen Dienstes von Radio Liberty und von Wiorstka zufolge wurden im Jahr 2023 aus dem besetzten Gebiet der Oblast Cherson landwirtschaftliche Produkte im Wert von 6,2 Millionen Euro exportiert, und von den 6,4 Tonnen geerntetem Weizen wurden zwei Millionen Tonnen über die Häfen der Krim exportiert. Ein Teil dieser Produkte wurde nach Aserbaidschan, in die Türkei, den Iran und nach Spanien verkauft. Einer weiteren Untersuchung des belarussischen Ermittlungszentrums, Schemes, Cyberpartisanen und KibOrg zufolge, die im August desselben Jahres veröffentlicht wurde, wird Raps aus der Region Cherson von Personen aus dem Umfeld von Ramsan Kadyrow und ihren belarussischen Geschäftspartnern exportiert; es wurden Dokumente für die Lieferung von 4,9 Tausend Tonnen Raps nach Weißrussland ausgestellt.

## Vor 2022
Von 2014 bis 2022 kam das Getreide aus der selbsternannten Volksrepublik Donezk und der Volksrepublik Luhansk nach Russland. Nach Angaben der BBC transportierten Zwischenhändler das Getreide von Bauern aus dem Donbass nach Russland, passierten den Zoll und bezahlten alles per Überweisung über russische Banken. Das Getreide wurde in den Lagern russischer Käufer abgeladen, die es bereits als russisches Getreide weiterverkauften.